# Ostrakizem
Ostrakizem je glasovanje državljanov v stari Grčiji na lončenih črepinjah. Lahko ji rečemo tudi »črepinjska sodba«.
- ὄστρακον (óstrakon) = črepinja (ali lončena tablica), na katero so napisali ime tistega, ki so ga želeli izgnati
- ὀστρακισμός (ostrakismós) = sodba s črepinjami

Če je kdo s svojim političnim častihlepjem zbudil večjo pozornost, je bil lahko s črepinjsko sodbo (imena so vrezovali v lončene črepinje) za deset let izgnan iz Aten. Njegovo premoženje je v tem času ostalo nedotaknjeno. Da bi uresničili načelo izotimije (ἰσοτιμία) – načelo, da ima vsak enake možnosti za opravljanje državnih funkcij – so od leta 487/476 pr. n. št. vse državne funkcije (razen vojskovodij) določali z žrebanjem in ne več z volitvami.
Črepinjsko sodbo je uvedel Klejsten.